# Simen Østensen
Simen Haakon Østensen, né le 4 août 1984 à Bærum, est un fondeur norvégien.

## Carrière
Il fait ses débuts en Coupe du monde en 2007. Il crée la surprise en terminant troisième de la première édition du Tour de ski en 2007, derrière l'Allemand Tobias Angerer et le Russe Aleksandr Legkov.
En 2014, il remporte la Marcialonga une course italienne de longue distance.

## Palmarès

### Coupe du monde
- Meilleur classement général : 11e en 2007.
- Classement par saison : 11e en 2007, 27e en 2008, 54e en 2010, 53e en 2011, 143e en 2012, 82e en 2014, 56e en 2015.
- 4 podiums :
  - 1 podium en épreuve individuelle (troisième place).
  - 3 podiums en épreuve par équipe : 2 victoires et 1 deuxième place.

 Dernière mise à jour le 14 mars 2010 